# Юйфуло
Юйфуло (кит. упр. 於扶羅, пиньинь yufuluo, тронное имя Чичжишичжухоу кит. упр. 持至尸逐侯, пиньинь chizhishizhuhou) — шаньюй хунну с 188 года по 195 год.

## Правление
Старейшины, убившие Цянцюя, снова взбунтовались и поставили шаньюем Сюйбу Гудухоу. Юйфуло отправился в Китай, надеясь на помощь императорского двора. Но император Лин-ди умер, и в империи разгорелась гражданская война — империя Хань рушилась. Тогда Юйфуло вместе с несколькими тысячами воинов-соплеменников стал грабить область Хэнэй, и до того страдавшую от действий местного отряда "Желтых повязок". Опасаясь возвращаться в земли хунну, Юйфуло разбил лагерь в округе Хэдун (юг совр. пров. Шаньси). В 189 г. Сюйбу Гудухоу умер, и Юйфуло вернулся в хуннские земли, где правил до своей смерти в 195 г. После этого на престол вступил его брат Хучуцюань.